# البلابيش المستجدة
قرية البلابيش المستجدة هي إحدى القرى التابعة لمركز دار السلام بمحافظة سوهاج في جمهورية مصر العربية. حسب إحصاءات سنة 2006، بلغ إجمالي السكان في البلابيش المستجدة 11003 نسمة، منهم 5376 رجل و5627 امرأة.